# Eruga yehi
Eruga yehi là một loài tò vò trong họ Ichneumonidae.